# Miss Météores
Albums de Olivia Ruiz
La femme chocolat
(2005) Miss Météores Live
(2010)
Miss Météores est le troisième album studio d'Olivia Ruiz sorti le 13 avril 2009. Cet album entre directement n°1 des ventes à sa sortie, et se vendra à plus de 380 000 exemplaires. L'accueil critique est cependant mitigé,.

## Liste des titres
| No  | Titre                                                | Paroles                            | Musique                            | Durée |
| --- | ---------------------------------------------------- | ---------------------------------- | ---------------------------------- | ----- |
| 1.  | Elle panique                                         | Olivia Ruiz                        | Olivia Ruiz, Mathias Malzieu       | 2:31  |
| 2.  | Les Crêpes aux champignons                           | Olivia Ruiz                        | Olivia Ruiz, Mathias Malzieu       | 3:10  |
| 3.  | Belle à en crever                                    | Olivia Ruiz                        | Olivia Ruiz, Mathias Malzieu       | 3:32  |
| 4.  | Spit the Devil                                       | Olivia Ruiz, Mathias Malzieu       | Olivia Ruiz                        | 2:29  |
| 5.  | Les Météores                                         | Olivia Ruiz                        | Olivia Ruiz, Mathias Malzieu       | 2:53  |
| 6.  | Mon petit à petit                                    | Olivia Ruiz                        | Olivia Ruiz, Mathias Malzieu       | 2:50  |
| 7.  | When the Night Comes (duo avec Lonely Drifter Karen) | Tanja Frinta, Marc Melià Sobrevias | Tanja Frinta, Marc Melià Sobrevias | 3:01  |
| 8.  | Le Saule pleureur (feat Toan)                        | Olivia Ruiz, Anthony Blanc         | Olivia Ruiz, Mathias Malzieu       | 3:34  |
| 9.  | Quedate (duo avec Didier Blanc)                      | Olivia Ruiz, Didier Blanc          | Olivia Ruiz, Mathias Malzieu       | 2:49  |
| 10. | La Mam'                                              | Olivia Ruiz                        | Olivia Ruiz, Mathias Malzieu       | 3:26  |
| 11. | Don't Call Me Madam (feat Coming Soon)               | Coming Soon                        | Coming Soon                        | 3:11  |
| 12. | Peur du noir                                         | Olivia Ruiz                        | Olivia Ruiz, Mathias Malzieu       | 3:18  |
| 13. | Eight O'Clock                                        | Coming Soon                        | Coming Soon                        | 1:32  |

- titre caché Six mètres avec Christian Olivier (Allain Leprest / Olivier Daviaud) 2:00

## Classements
| Pays                      | Meilleure position |
| ------------------------- | ------------------ |
| France                    | 1                  |
| France albums téléchargés | 1                  |
| Belgique                  | 1                  |
| Suisse                    | 7                  |

## Singles
- Elle panique (2009)
- Belle a en Crever (2009)
- Les Crêpes aux Champignons (2010)